# Río Guadiamar
Río Guadiamar är ett vattendrag i Spanien. Det ligger i den sydvästra delen av landet, 400 km sydväst om huvudstaden Madrid. Río Guadiamar ligger vid sjön Laguna del Rey.